# Epigonus angustifrons
Epigonus angustifrons és una espècie de peix pertanyent a la família dels epigònids.

## Morfologia
Pot arribar a fer 35,8 cm de llargària màxima. 8 espines a l'aleta dorsal. Opercle sense espines. Dents presents a la llengua. La darrera espina de la primera aleta dorsal està unida per una membrana a la penúltima espina.

## Hàbitat
És un peix marí, mesobentònic-pelàgic i batidemersal que viu entre 150 i 880 m de fondària sobre el fons marí principalment.

## Distribució geogràfica
Es troba a les cadenes de muntanyes submarines que hi ha a l'Índic meridional.

## Observacions
És inofensiu per als humans.